# SMS Prinzregent Luitpold
El SMS Prinzregent Luitpold fue un acorazado de la clase Kaiser que sirvió en la Flota de alta mar de la Kaiserliche Marine durante la Primera Guerra Mundial. Recibió su nombre en memora del Príncipe Regente de Baviera, Luitpold, que falleció meses antes de que el buque fuese incorporado a la flota.

## Diseño y construcción
En su diseño original, debería haber sido el primer acorazado alemán en usar motores diésel en una de sus hélices. En diciembre de 1909 el departamento de construcciones de la Reichsmarineamt (RMA) realizó la propuesta de usar motores diésel en los grandes buques. El RMA argumentaba que los motores diésel incrementaban significativamente la autonomía, la facilidad para el reabastecimiento y que requerirían menos personal en la sala de máquinas. El Almirante Alfred von Tirpitz aprobó la propuesta y ordenó la construcción de un acorazado con propulsión diésel.
En febrero de 1910, la RMA entró en contacto con MAN para el desarrollo y la construcción de motores diésel para el Luitpold. No obstante, los gigantescos motores de seis cilindros presentaron numerosas dificultades técnicas, por lo que finalmente no fueron instalados. Los motores diésel no estuvieron listos para su uso hasta abril de 1917.
El Luitpold fue terminado con solo 14 de las 16 calderas y dos turbinas de vapor. La sala del motor diésel permaneció vacía. En sus pruebas de mar, el Luitpold dio 38 751 CV para una velocidad máxima de 21,7 nudos. El buque era significativamente más lento que sus gemelos.

## Historial
Durante la guerra, el Prinzregent Luitpold fue asignado a la III escuadra de acorazados junto con sus gemelos. Participó en la Batalla de Jutlandia, disparando 169 disparos de 305 mm sin sufrir daños. Fue internado en Scapa Flow y echado a pique por su tripulación junto al resto de la flota el 21 de junio de 1919. El pecio fue rescatado en 1931 y desguazado en Rosyth durante 1933.